# Bruck an der Leitha
Bruck an der Leitha è un comune austriaco di 7 890 abitanti nel distretto di Bruck an der Leitha, in Bassa Austria, del quale è capoluogo e centro maggiore; ha lo status di città capoluogo di distretto (Bezirkshauptstadt). Nel 1921 da Bruck an der Leitha venne scorporato il comune di Bruckneudorf.

## Monumenti e luoghi d'interesse
- Castello di Prugg